# Marcus Simmons
Marcus Jermaine Simmons (Alexandria, Luisiana, 21 de agosto de 1988) es un exbaloncestista estadonundense que disputó siete temporadas como profesional. Con 1,98 metros de estatura, jugaba en la posición de escolta.

## Trayectoria deportiva

### Universidad
Jugó cuatro temporadas en los Trojans de la Universidad del Sur de California, en las que promedió 3,1 puntos y 2,0 rebotes por partido. En su última temporada fue incluido en el mejor quinteto defensivo de la Pac-10 Conference y elegido defensor del año de la conferencia.

### Profesional
Tras no ser elegido en el Draft de la NBA de 2011, en el mes de septiembre fichó por los Yokohama B-Corsairs de la liga japonesa bj league. Tras un año en Japón, fue elegido en la sexta ronda del Draft de la NBA Development League por los Texas Legends, y tres días más tarde traspasado a los Canton Charge. Posteriormente fue despedido antes del inicio de la temporada.
En diciembre de 2013, tras un año en blanco, regresa a los Yokohama B-Corsairs, donde disputó una temporada en la que promedió 12,0 puntos y 5,0 rebotes por partido.
En noviembre de 2014, de vuelta en su país, ficha por los Fort Wayne Mad Ants de la D-League tras superar las pruebas de pretemporada. En su primer año en el equipo promedió 4,1 puntos y 2,7 rebotes por partido. La temporada siguiente fichó por Chicago Bulls, pero fue cortado tras disputar dos partidos de pretemporada. Regresó a los Mad Ants, donde jugó una nueva temporada, en la que promedió 6,6 puntos y 4,2 rebotes por encuentro.
En junio de 2016 fichó por los Phoenix Fuel Masters de la Philippine Basketball Association, donde jugó tres partidos, promediando 18,7 puntos, 11,0 rebotes y 4,0 asistencias. En enero de 2017 regresó a la D-League fichando por los Grand Rapids Drive.